# Parque provincial Aconquija
El área natural protegida Parque Aconquija se encuentra a poca distancia hacia el oeste de la ciudad de San Miguel de Tucumán, en el departamento Yerba Buena, provincia de Tucumán, Argentina.

## Características generales
El área protegida fue creada en el año 1936, mediante la ley provincial 1672. Esta ley declaraba de interés público y sujetas a expropiación unas 2000 ha. en la sierra San Javier que deberían destinarse a espacios recreativos, de las cuales 500 ha "por lo menos, serán destinadas para reserva forestal". Con esta normativa, la provincia de Tucumán fue pionera en establecer legislación vinculada al control y preservación del patrimonio cultural y ambiental.  Estudios catastrales posteriores determinaron que la superficie afectada al ANP suma 226ha.

En el año 1972, la zona adquirió la categoría de Parque Provincial - Bosque Protector Provincial. Los cercanos Parque Sierra San Javier y Reserva Horco Molle integran y complementan el área protegida, cuyo centro se puede ubicar aproximadamente en la posición 26°43′S 65°22′O / -26.717, -65.367

## Flora y fauna

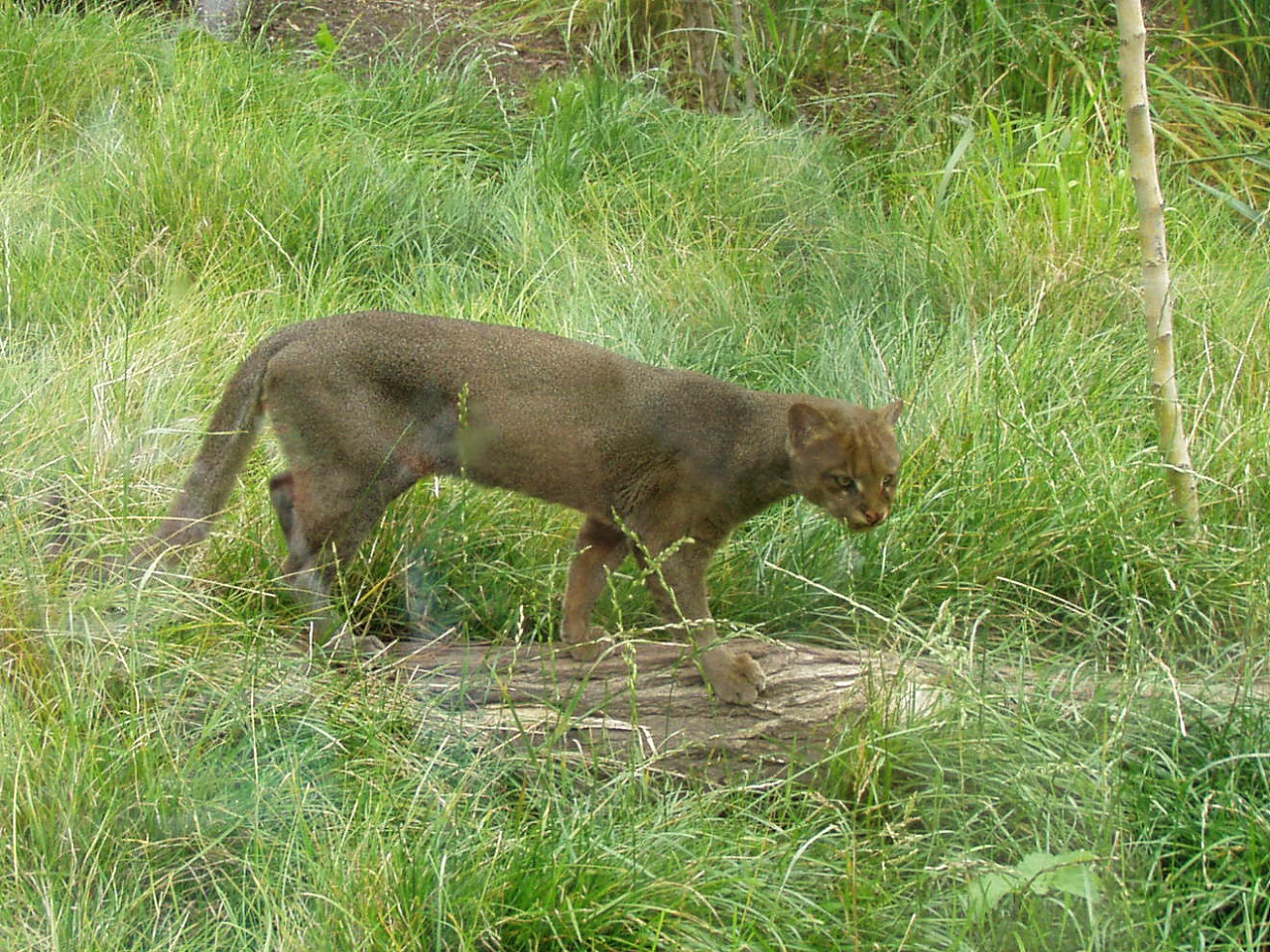
Puma yaguarondi.

Las características del clima y las abundantes precipitaciones son la causa del desarrollo de una selva montana especialmente rica y compleja. Las especies arbóreas de mayor porte incluyen laureles, algunas variedades de mirtáceas como el horco molle, (del que tomó su nombre un área protegida cercana), entre otras. En relación con estos ejemplares de mayor tamaño, existen abundantes trepadoras y especialmente epífitas, con distintas variedades de bromelias, helechos, además de algunas suculentas. En épocas de floración, se destacan especialmente los claveles del aire y las orquídeas silvestres.
La fauna característica es variada y abundante. Existen registros de variedad de aves, entre ellas, la amazona tucumana, el vencejo grande, la elenia gris, y el cerquero amarillo, todas ellas endémicas. Las características del lugar crean un hábitat favorable a poblaciones de falconiformes como el halconcito gris, piciformes como el carpinterito común o el carpintero lomo blanco, passeriformes como el zorzal cabeza negra o el jilguero dorado, entre otras. Algunos informes señalan que se han identificado unas 200 especies de aves en la zona específica del parque y en su entorno.
Se han registrado varios carnívoros, entre ellos el puma, el zorro de monte, el coatí, el zorro gris, el yaguarundi, el osito lavador, el gato montés y el esquivo gato onza. Además, la rica fauna del parque y su entorno incluye ofidios como la yarará chica o yarará de cola blanca, la falsa coral de rombos, saurios como el lagarto colorado, etc.

## Actividades
El parque provincial Aconquija posee circuitos para recorridos en bicicleta o caminatas, lugares específicos para la práctica de senderismo, además de resultar un espacio destacable por sus características paisajísticas y la posibilidad de observación de flora y fauna.